# A Lady of Spirits
A Lady of Spirits è un cortometraggio muto del 1914 diretto da C.J. Williams.
Sesto episodio del serial Wood B. Wedd.

## Produzione
Il film fu prodotto dalla Edison Company.

## Distribuzione
Distribuito dalla General Film Company, il film - un cortometraggio in una bobina - uscì nelle sale cinematografiche degli Stati Uniti il 25 maggio 1914.